# Chloe Magee
Chloe Magee (Raphoe, 29 de noviembre de 1988) es una deportista irlandesa que compite en bádminton, en la modalidad de dobles mixto. Sus hermanos Sam y Joshua también compiten en bádminton.
Ganó dos medallas de bronce en los Juegos Europeos, en los años 2015 y 2019, y una medalla de bronce en el Campeonato Europeo de Bádminton de 2017.

## Palmarés internacional
| Juegos Europeos    | Juegos Europeos     | Juegos Europeos   | Juegos Europeos |
| Año                | Lugar               | Medalla           | Prueba          |
| ------------------ | ------------------- | ----------------- | --------------- |
| 2015               | Bakú (Azerbaiyán)   | Medalla de bronce | Dobles mixto    |
| 2019               | Minsk (Bielorrusia) | Medalla de bronce | Dobles mixto    |
| Campeonato Europeo |                     |                   |                 |
| Año                | Lugar               | Medalla           | Prueba          |
| 2017               | Kolding (Dinamarca) | Medalla de bronce | Dobles mixto    |